# Maesa ramentacea
Maesa ramentacea là một loài thực vật có hoa trong họ Anh thảo. Loài này được (Roxb.) A. DC. mô tả khoa học đầu tiên năm 1844.